# Понтоне а Марчано (Напуљ)
Понтоне а Марчано је насеље у Италији у округу Напуљ, региону Кампанија.
Према процени из 2011. у насељу је живело 25 становника. Насеље се налази на надморској висини од 185 м.